# Santa Barbara (film)
Santa Barbara è un film per la televisione del 2012 diretto da Carmine Elia e andato in onda su Rai 1 il 4 dicembre 2012. Il film racconta la storia di santa Barbara, martire cristiana.

## Trama
Dioscoro, governatore di Scandriglia, è disposto a qualsiasi cosa pur di arrivare al governo di Roma. Barbara sua figlia, invece è disinteressata a tutto ciò e prosegue i suoi studi di astronomia da Policarpo e insieme ai suoi amici: Giuliana, Tito, Crio e il soldato Claudio. Con loro inizierà un percorso spirituale che le cambierà totalmente la vita, segnata anche dalla morte della madre, facendo della fede cristiana la sua ragion d'essere. Tutto ciò la porterà a scontrarsi con il governo, tra cui il prefetto Marciano e soprattutto con il padre che non condivide la sua scelta e che per lei non aveva predetto certo questo futuro.